# Salton Sea

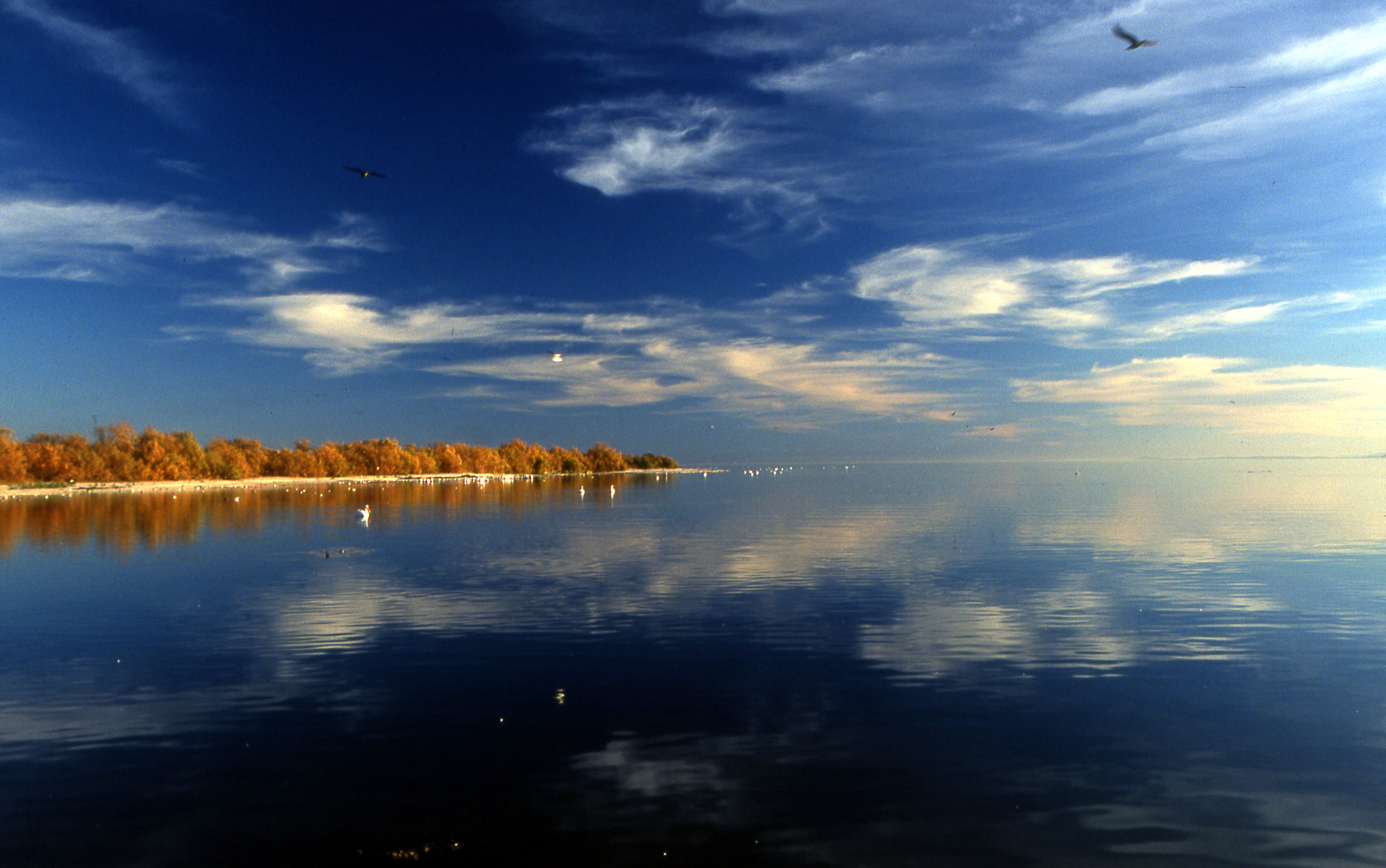
Salton Sea

Salton Sea är en grund, 974 km² stor saltvattensjö huvudsakligen i Imperial Valley och Coachella Valley i Kalifornien. Sjön ligger ovanpå San Andreasförkastningen och ligger i Imperial County och Riverside County.
Sjöns yta befann sig år 2002 cirka 71 meter under havsytan och är därmed bland de lägst belägna platserna i Nordamerika, men fortsätter sjunka på grund av avdunstning. Salton Sea skapades vid en översvämning 1905 då vatten från Coloradofloden forsade in i dalgången. Effekten förstärktes genom en kanal som hade grävts för att bevattna jordbruksmark i regionen. Året 1907 fylldes kanalen med jord i samband med bygget av Southern Pacific Railroad. Sedan 1907 är sjöns tillflöde spillvattnet från de omkringliggande jordbruksområdena som medförde en stor övergödning.
Sjön är i genomsnitt 10 meter djup och det djupaste stället ligger 15 meter under vattenytan.

## Fiskar
Fram till 1915 hittades fiskar i sjön som även var vanliga i Coloradofloden. Efteråt överlevde bara fiskar som tål saltvatten som hade introducerats från Californiaviken eller från andra regioner som sydöstra Afrika. Även för dessa fiskar antas att de kommer dö ut under den närmare framtiden då salthalten ökar. Fiskar från släktgruppen Tilapia och Poecilia latipinna finns kanske kvar till mitten av 2000-talet.
Av fiskar som introducerades omkring 1950 är Bairdiella icistia, Cynoscion xanthulus och Anisotremus davidsonii betydande för sportfiske. Populationen av medlemmar från släktgruppen Tilapia varierar mycket på grund av att de inte klarar låga temperaturer under vintern. Trots allt var dessa fiskar vanligast i sjön året 2002.